# Estação Ferroviária de Marinha Grande
A estação ferroviária de Marinha Grande é uma gare da Linha do Oeste, que serve a cidade de Marinha Grande, no Distrito de Leiria, em Portugal.

## Descrição

### Localização e acessos

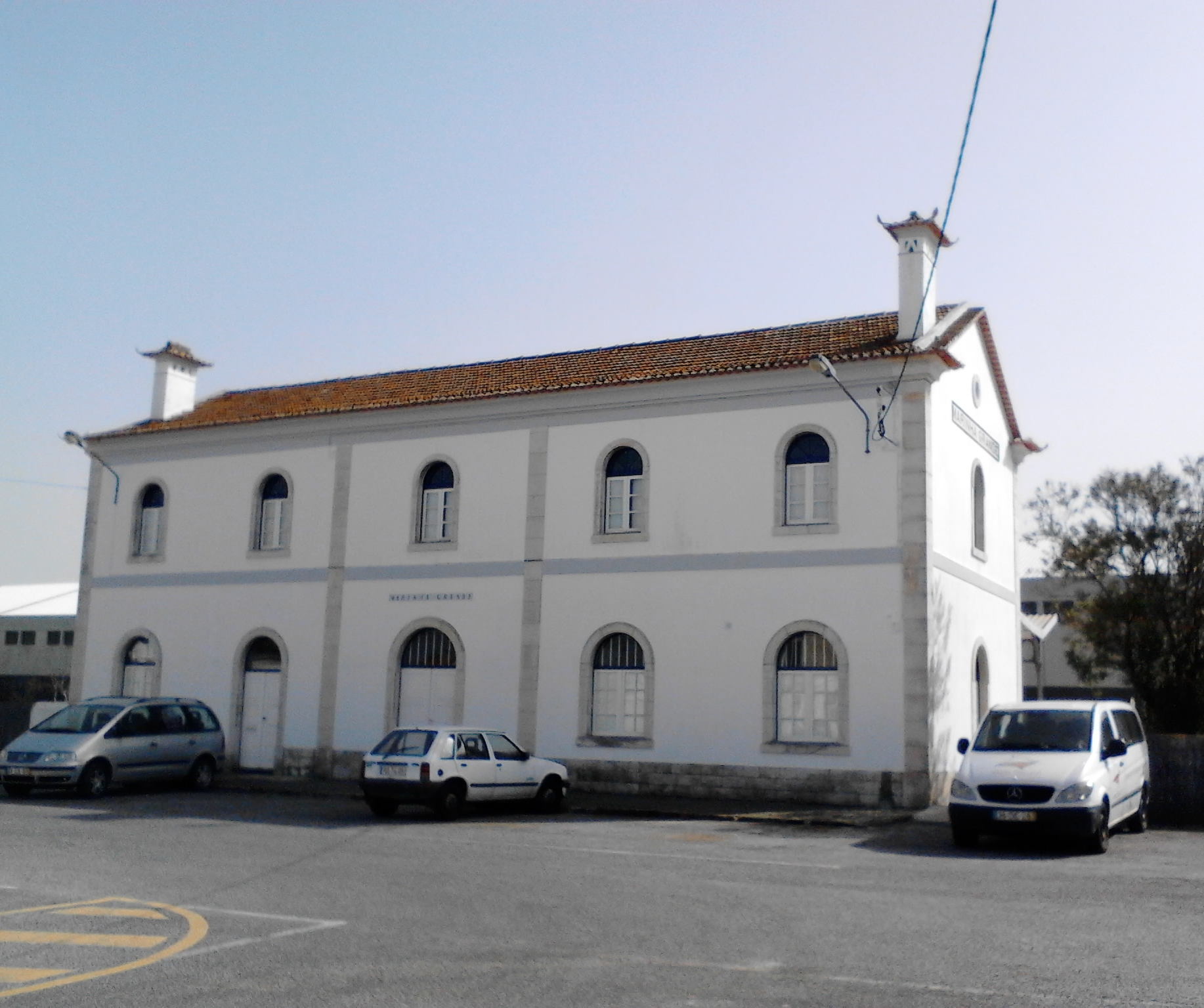
Vista de Rua da Estação, em 2016.

A estação está situada no limite sul do aglomerado urbano, distando pouco menos de dois quilómetros da Câmara Municipal, e cerca de um quilómetro de distância do centro da cidade de Marinha Grande, tendo acesso pela Rua da Estação.

### Infraestrutura
A estação ferroviária da Marinha Grande conta com três vias de circulação, com comprimentos entre os 509 e 295 m; as duas plataformas apresentavam 212 e 207 m de extensão, e 35 e 40 cm de altura, numa configuração assaz reduzida em comparação com a de décadas anteriores.

### Serviços
Esta estação é servida por comboios de passageiros regionais e inter-regionais (Linha do Oeste) da CP com destino às estações das Caldas da Rainha, Coimbra-B, Figueira da Foz, Leiria e Santa Apolónia.

## História

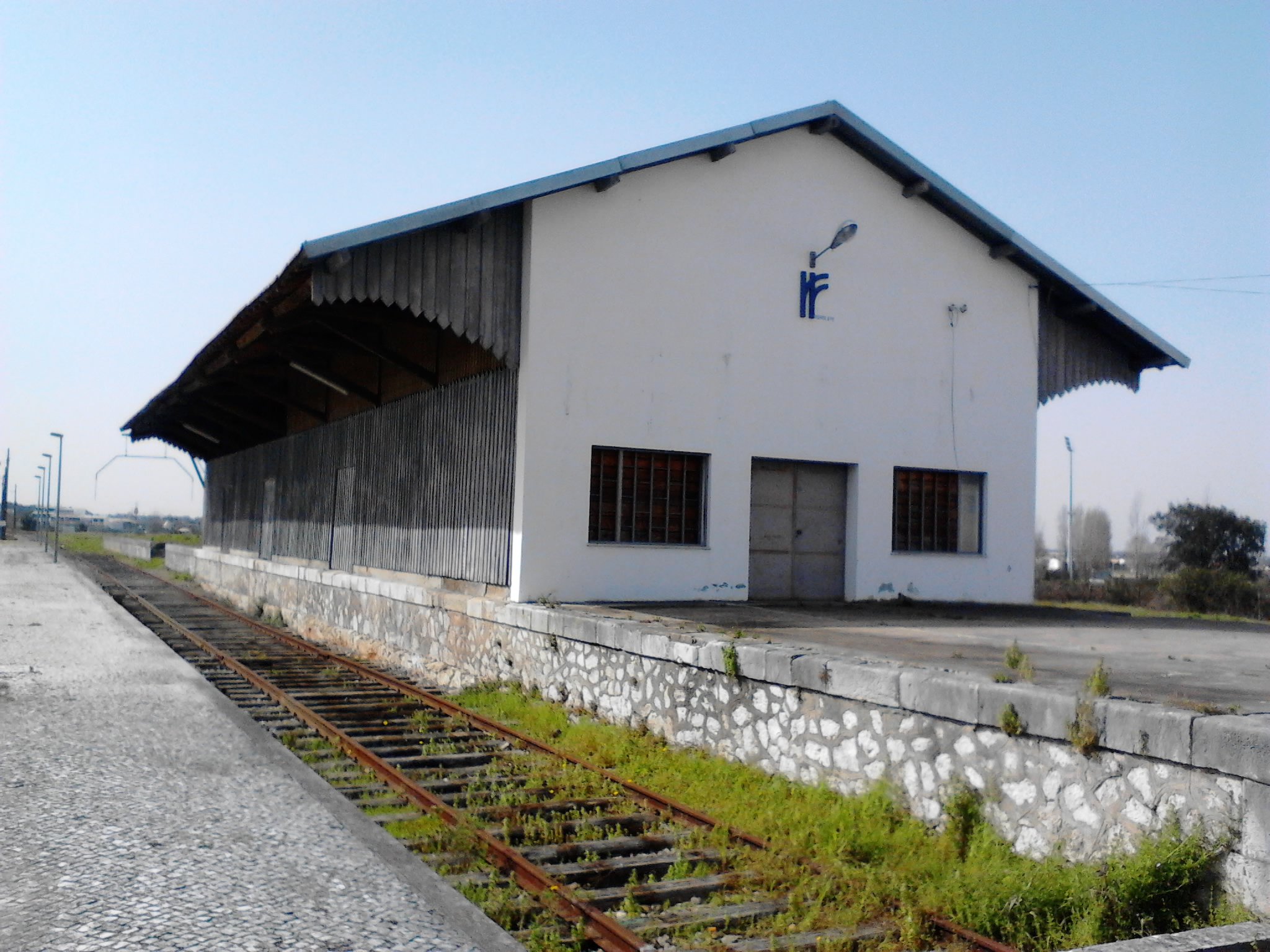
Antigo armazém de mercadorias na estação de Marinha Grande.

Em 1880, a Companhia Real dos Caminhos de Ferro Portugueses contratou com o governo a construção de uma linha férrea ao longo da região Oeste, passando pela Marinha Grande e por outras povoações. No entanto, estes planos falharam devido à queda do governo, tendo sido retomados dois anos depois, levando à construção da Linha do Oeste. Esta interface faz parte do lanço entre Torres Vedras e Leiria, que abriu à exploração pública em 1 de Agosto de 1887.

Em 1913, existia um serviço de diligências entre a estação e a (então) vila de Marinha Grande.